# Otilpan
Otilpan är en ort i Mexiko.   Den ligger i kommunen Tlalnelhuayocan och delstaten Veracruz, i den sydöstra delen av landet, 230 km öster om huvudstaden Mexico City. Otilpan ligger 1 574 meter över havet och antalet invånare är 2 005.
Terrängen runt Otilpan är kuperad åt nordost, men åt sydväst är den bergig. Terrängen runt Otilpan sluttar österut. Runt Otilpan är det ganska tätbefolkat, med 172 invånare per kvadratkilometer. Närmaste större samhälle är Xalapa, 7,0 km öster om Otilpan. Omgivningarna runt Otilpan är en mosaik av jordbruksmark och naturlig växtlighet.